# Campeonato Argentino de Futebol de 1912 (AAF)
O Campeonato Argentino de Futebol de 1912, originalmente denominado Copa Campeonato 1912, foi o vigésimo primeiro torneio da Primeira Divisão do futebol argentino. O certame foi organizado pela entidade oficial que havia castelhanizado seu nome, tornando-se a Asociación Argentina de Football e foi disputado entre 14 de abril e 11 de novembro de 1913, simultaneamente com a realização do torneio da Federación Argentina de Football. Originalmente, participavam dez equipes, mas a desfiliação da Alumni Athletic Club, que não se apresentou nos três primeiros jogos, e as desistências de Club Estudiantes de La Plata, Club de Gimnasia y Esgrima de Buenos Aires e Club Atlético Porteño, para integrar-se a dissidente Federación Argentina de Football, o que resultou na participação de apenas seis das dez equipes até o final do certame. Com os descensos rebaixamentos desde o ano anterior, a Associação promoveu nove equipes para o campeonato seguinte. O Quilmes conquistou o seu primeiro título de campeão argentino.

## Classificação final
| Pos | Equipes           | Pts | J  | V | E | D | GM | GS | SG  |
| --- | ----------------- | --- | -- | - | - | - | -- | -- | --- |
| 1.  | Quilmes           | 15  | 10 | 7 | 1 | 2 | 24 | 8  | +16 |
| 2.  | San Isidro        | 11  | 9  | 5 | 1 | 3 | 16 | 22 | -6  |
| 3.  | Racing Club       | 10  | 10 | 4 | 2 | 4 | 24 | 16 | +8  |
| 4.  | Estudiantes (BA)  | 8   | 9  | 4 | 0 | 5 | 15 | 18 | -3  |
| 5.  | Belgrano Athletic | 7   | 10 | 3 | 1 | 6 | 20 | 20 | 0   |
| 6.  | River Plate       | 7   | 10 | 3 | 1 | 6 | 8  | 23 | -15 |

## Premiação
| Campeonato Argentino de Futebol de 1912 (AAF) |
| --------------------------------------------- |
| Quilmes Campeão (1° título)                   |

## Bibliografía
- Estévez, Diego (2010). 38 Campeones del fútbol argentino 1891-2010. [S.l.]: Ediciones Continente. ISBN 978-950-754-301-2